# Kiosk (Lübeck)

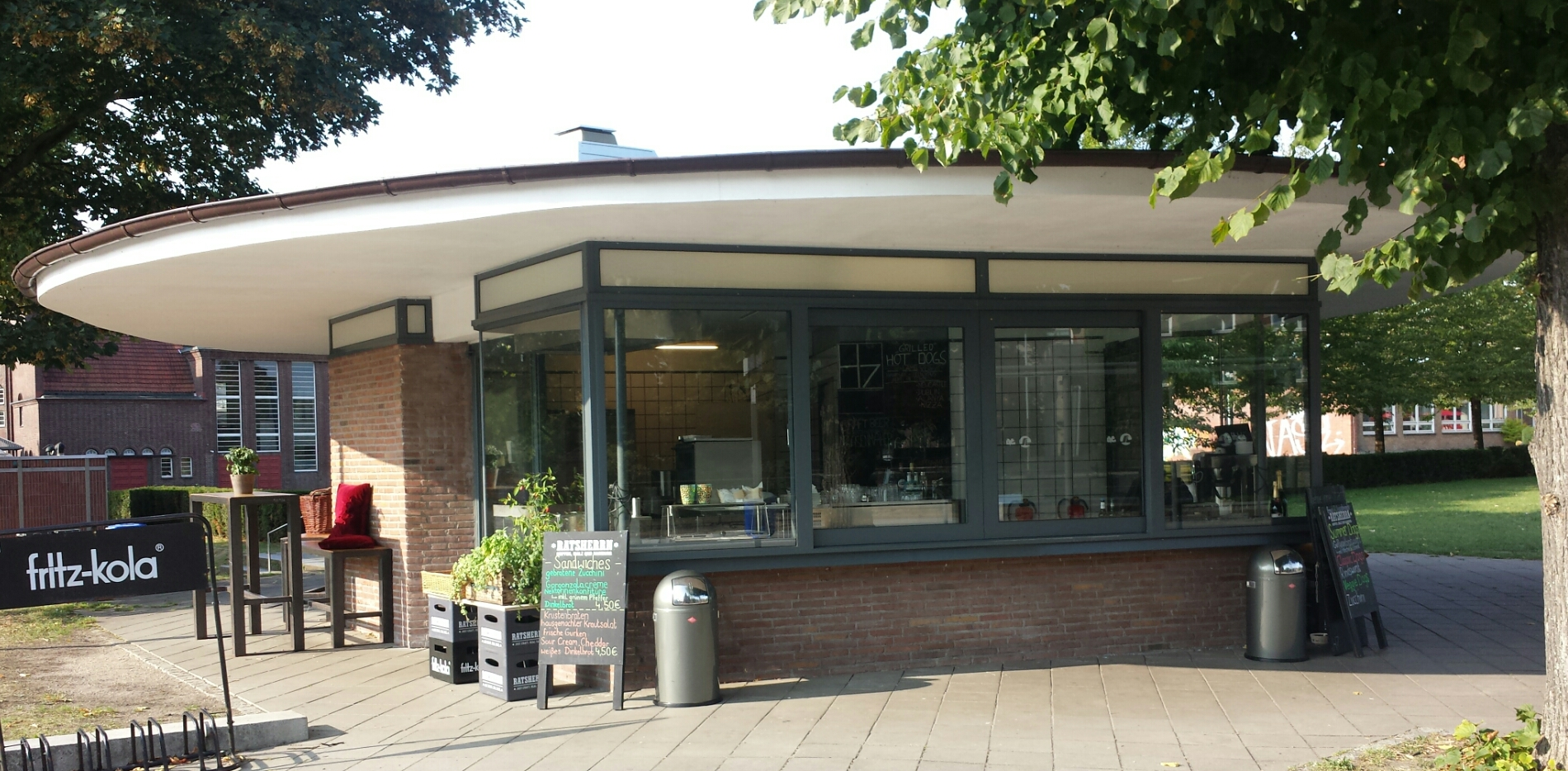
Der Kiosk am Holstentorplatz 2018

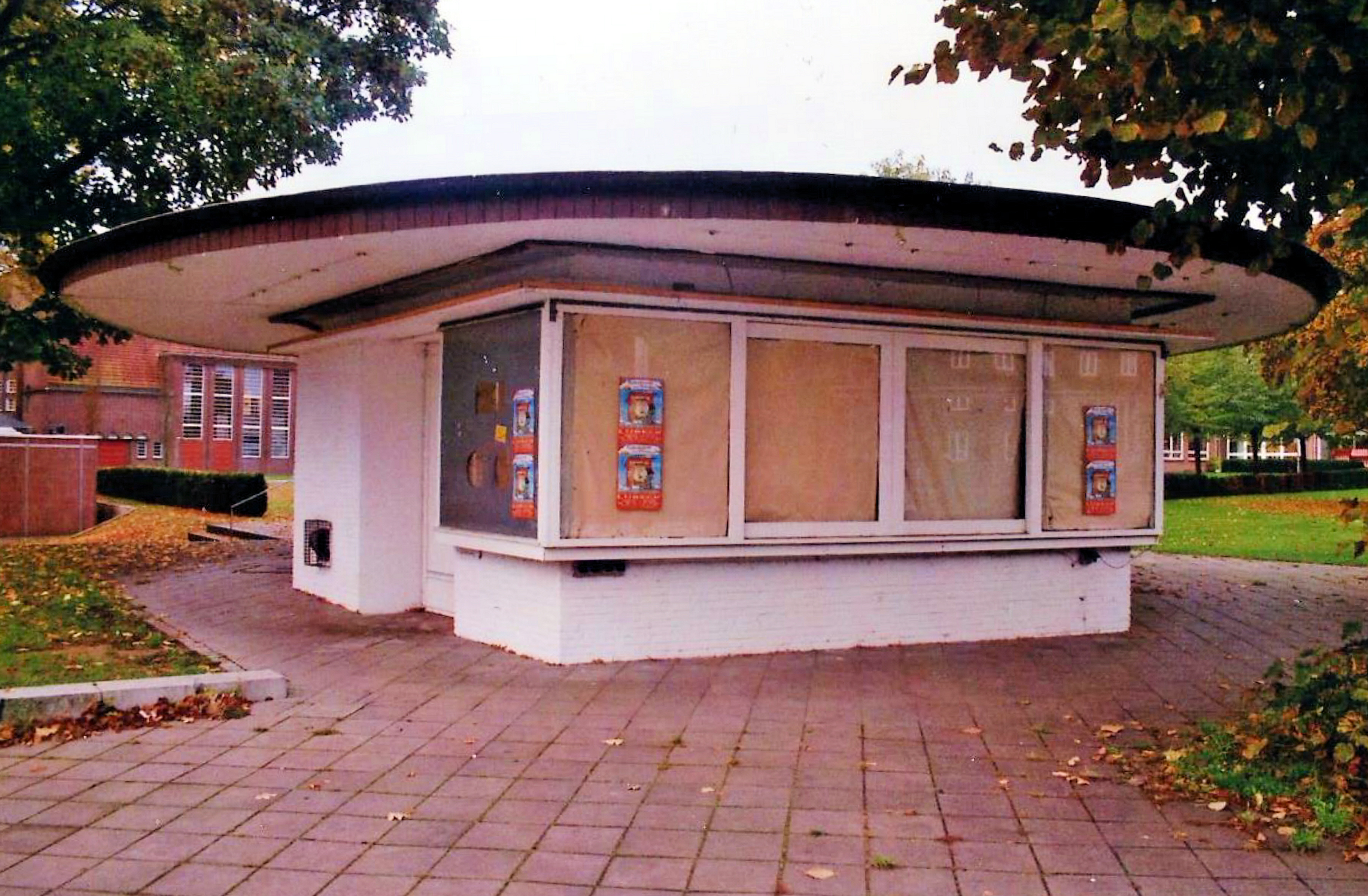
Der Kiosk 2016 vor dem Umbau

Der Kiosk am Holstentorplatz in Lübeck (Holstentorplatz 7) ist ein unter Denkmalschutz stehendes Ladengeschäft, das seit 2017 als Imbissstand betrieben wird.
Der Kiosk befindet sich neben dem Wahrzeichen der Stadt, dem Holstentor. In unmittelbarer Nachbarschaft stehen weitere denkmalgeschützte Gebäude wie die Salzspeicher und die Holstentorhalle. Der Kiosk wurde in den 1950er Jahren aus Backstein errichtet. Bauliche Besonderheiten sind der sechseckige Grundriss und das runde Flachdach.
Das Gebäude gehört der Hansestadt Lübeck. Es war verpachtet und sollte wegen baulicher Mängel abgerissen werden. Die Stadt wartete dafür auf das Auslaufen des Mietvertrags im Oktober 2016. Nachdem der letzte Mieter im Oktober 2015 in Insolvenz gegangen war, sollte der Abriss vorgezogen werden. Pläne für die Neugestaltung der Fläche gab es nicht. Die letzte Inhaberin hatte in dem Kiosk seit 2000 Postkarten, Zigaretten, Süßigkeiten und Zeitschriften verkauft.
Zum Abriss des Kiosks kam es nicht, weil die Denkmalschutzbehörde das Gebäude kurz vor dem geplanten Termin unter Schutz stellte.
Ein Lübecker Unternehmer aus der Textilbranche pachtete das Gebäude mit einem langfristigen Vertrag von der Stadt Lübeck. In Absprache mit der Denkmalpflege ließ er es aufwendig umbauen. Die Kosten betrugen 130.000 Euro, doppelt so viel wie veranschlagt. Im Juli 2017 eröffneten der Unternehmer und seine Familie den Kiosk als Imbissstand. Angeboten werden  Hotdogs und weitere Produkte aus der Region.